# Религия в Южном Судане
Религия в Южном Судане — совокупность религиозных верований, присущих народам Южного Судана.
Распределение религий в Южном Судане на 2012 год по данным
 Христианство (60,5 %) Африканские традиционные религии (32,9 %) Ислам (6,2 %) Прочие (0,4 %)
На момент возникновения Южного Судана как отдельного государства, данные были следующими: христианство исповедует примерно 2/3 населения, ещё четверть придерживается традиционных африканский религий. Ислам является религией меньшинства и не имеет такого влияния как на севере: каждый десятый житель является мусульманином.
В южной части страны преобладают как языческие, так и христианские влияния, отображённые в жизни местного населения, хотя ислам также исповедуется небольшим количеством населения.

## Христианство
Кроме католических общин в стране имеются англиканские приходы и структуры различных харизматических христианских деноминаций. В марте 2012 года Правительство Судана лишило гражданства всех христиан и обязало их переселиться в Южный Судан. По данным Barnabas Fund ультиматум касается 700 тыс. человек.

### Католицизм
Численность католиков в Южном Судане составляет около 1 миллиона 700 тысяч человек (около 22 % от общей численности населения). Большинство придерживающихся католицизма проживают в южных штатах Восточная Экватория, Центральная Экватория и Западная Экватория, где католики составляют значительное большинство. Наименьшее число католиков проживает в штате Верхний Нил (45 000 человек при общем населении 964 353 тысяч человек).

## Ислам
Распространённый в соседнем Судане ислам, на территории Южного Судана не имеет такого влияния. Ислам исповедуется в этнических группах масалит, даго и берти.